# 伊丹シティホテル
伊丹シティホテル（いたみシティホテル）は、兵庫県伊丹市で営業していたホテル。

## 概要
1987年（昭和62年）に伊丹市や地元企業が出資する第三セクター方式で「伊丹第一ホテル」として開業し、2001年に「伊丹シティホテル」に名称変更した。
客室総数114室、収容人数156人（2017年8月現在）。会議や宴会に使用できる館内施設として、光琳の間、光輝の間、朱雀の間、葵の間などがある。
2022年現在の主要株主は、伊丹産業（約87%）、伊丹市（約6.7%）である。
2023年3月末で閉館することが2022年6月29日の株主総会で決議され、2022年7月13日の伊丹市議会都市企業常任協議委員会で報告された。一部事業者からは運営継続の申出もあったが、売却額で折り合いがつかず、20～30億円の修繕費、人手不足などの問題もあり、伊丹市は事業継続は困難と判断し閉鎖されることになった。

## 歴史
- 1987年（昭和62年） - 伊丹第一ホテルとしてオープン[1]。
- 1990年（平成2年） - 北館がオープン[1]。
- 2001年（平成13年） - 「伊丹シティホテル」に名称変更[1]。
- 2002年（平成14年） - 第一ホテルとのフランチャイズを解消[1]。
- 2023年 (令和5年) 3月31日 閉館

## 所在地
- 兵庫県伊丹市中央6丁目2番33号
  - JR伊丹駅から徒歩約6分、阪急伊丹駅から徒歩約3分[2]。